# Romolo Bacchini
Romolo Bacchini (crédité comme  Bachini) (né le 11 avril 1872 à Rome et mort le 27 mars 1938 à Rome) est un peintre, musicien, poète et un réalisateur pionnier du cinéma italien, actif dans la première moitié du XXe siècle, à l'époque du cinéma muet.

## Biographie
Romolo Bacchini né à Rome en 1872 est l'un des pionniers du cinéma muet italien. Il a réalisé plus de cinquante films et a été même acteur dans certains de ceux-ci. 
En 1909 il se transfère à Naples assurant la direction artistique des productions de la société nouvellement crée Vesuvio Films. 
C'est à Naples qu'il dirige la plus grande partie de sa production dont le court- métrage historique Conrad de Souabe (Corradino di Svevia (L'ultimo degli Hohenstaufen)), un des premiers films italiens dont l'action se situe au Moyen Âge.
De retour à Rome, il continue une activité de réalisateur. Certains films sont perdus, d'autres recuperés et restaurés comme La leggenda dell'edelweiss retrouvé en 1988 par les chercheurs du MICS (Museo internazionale del cinema e dello spettacolo).

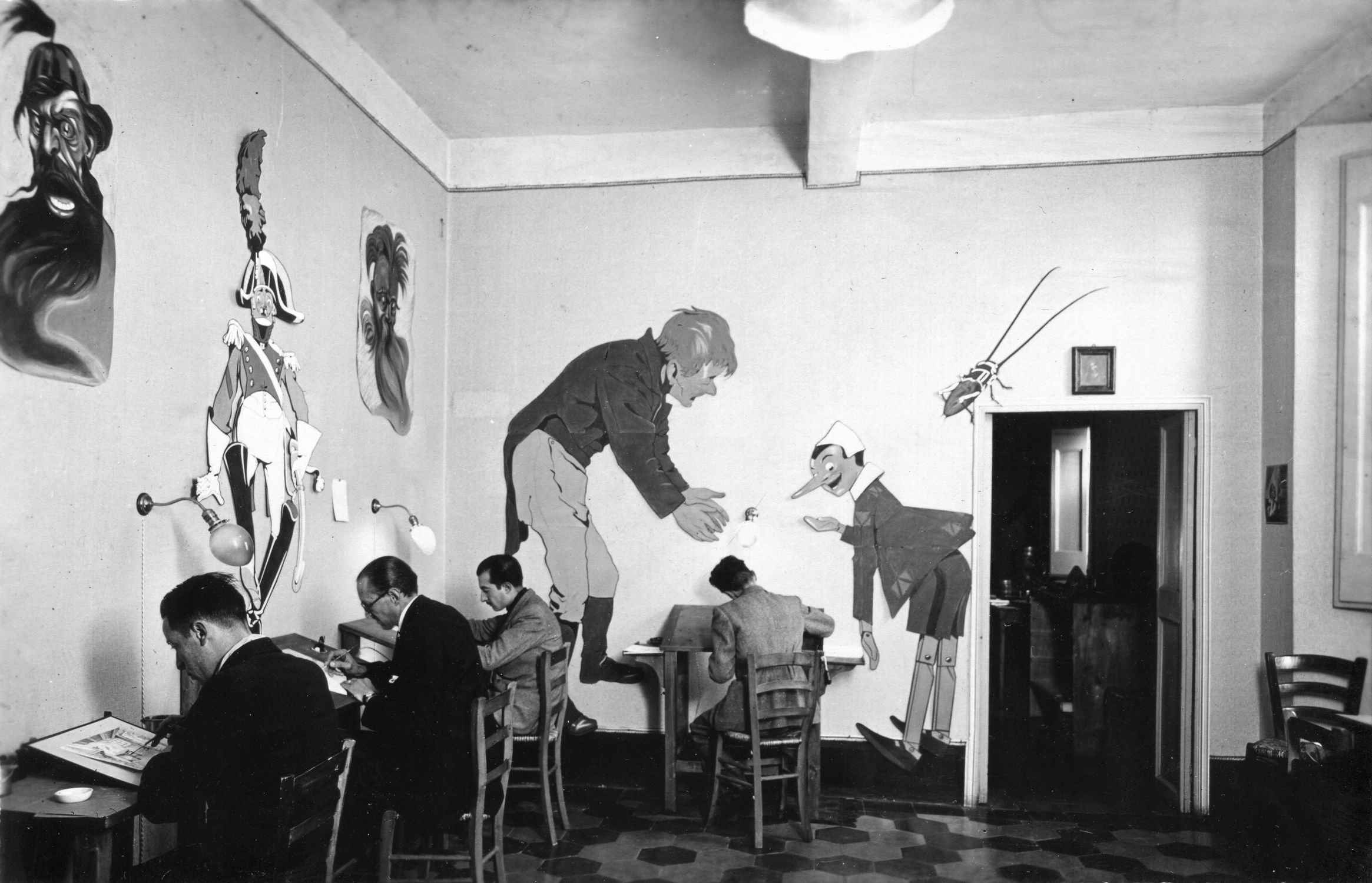
Le avventure di Pinocchio : les animateurs au travail dans les studios CAIR (1936).

Entre 1935 et 1936, il travaille à la  CAIR (Cartoni Animati Italiani Roma) sur les films d'animation Le avventure di Pinocchio, qui n'a pas été terminé.

## Filmographie

### Comme acteur

#### Cinéma
- 1914 : Espiazione
- 1914 : Fior di passione
- 1914 : Lo spettro vendicatore
- 1916 : Altri tempi... altri eroi
- 1916 : Catene di ferro e ghirlande di rose
- 1916 : Susanna e i vecchioni
- 1920 : La collana del milione

### Comme réalisateur

#### Cinéma
- 1911 : La portatrice di pane
- 1913 : Il tesoro di Kermadek
- 1913 : Sous le masque
- 1914 : Espiazione
- 1914 : Fior di passione
- 1914 : Insana vendetta
- 1914 : La dramma al teatro
- 1914 : Lo spettro vendicatore
- 1916 : Altri tempi... altri eroi
- 1916 : Susanna e i vecchioni
- 1917 : Crevalcore
- 1917 : L'artiglio del nibbio
- 1917 : La voragine
- 1918 : Il misterioso dramma del fiume
- 1918 : Il segreto della badia
- 1918 : Il trionfo di una martire
- 1918 : La carezza del vampiro
- 1918 : La dama misteriosa
- 1918 : La tigre vendicatrice
- 1918 : Le gesta di John Blick
- 1919 : Il braccialetto misterioso
- 1919 : L'ombra fatale
- 1919 : Nel silenzio dell'anima
- 1919 : Venere propizia
- 1919 : Via Crucis
- 1920 : Joseph
- 1921 : Il mistero dell'uomo che sogna

#### Courts-métrages
- 1909 : Cœur de Pierrot
- 1909 : Conrad de Souabe
- 1909 : Folie d'amour
- 1909 : Il ritorno del bersagliere
- 1909 : La montre accusatrice
- 1909 : La vengeance du forçat
- 1909 : Love and Art
- 1909 : Nozze indiavolate
- 1909 : Odio infranto
- 1909 : Per l'onore (Scene passionali)
- 1909 : Rolla e Michelangelo
- 1909 : Vittima della Patria
- 1910 : Fermo posta
- 1910 : La figlia del saltimbanco
- 1910 : Odissea di una comparsa
- 1911 : Il dottore nell'ufficio
- 1911 : La rivoluzione del settembre 1793
- 1911 : Mondana, bandito e cavaliere
- 1911 : Norma (Episodio della Gallia sotto il dominio di Roma Imperiale)
- 1912 : Adottato dal Re!
- 1913 : L'artiglio spezzato
- 1914 : Nel regno di Tersicore (La scuola di ballo del prof. Pichetti a Roma)
- 1914 : Rétour tragique
- 1915 : Brescia, leonessa d'Italia
- 1916 : L'ostaggio
- 1922 : La leggenda dell'edelweiss

### Comme directeur de la photographie

#### Cinéma
- 1915 : I martiri di Belfiore
- 1917 : Il tank della morte

## La musique

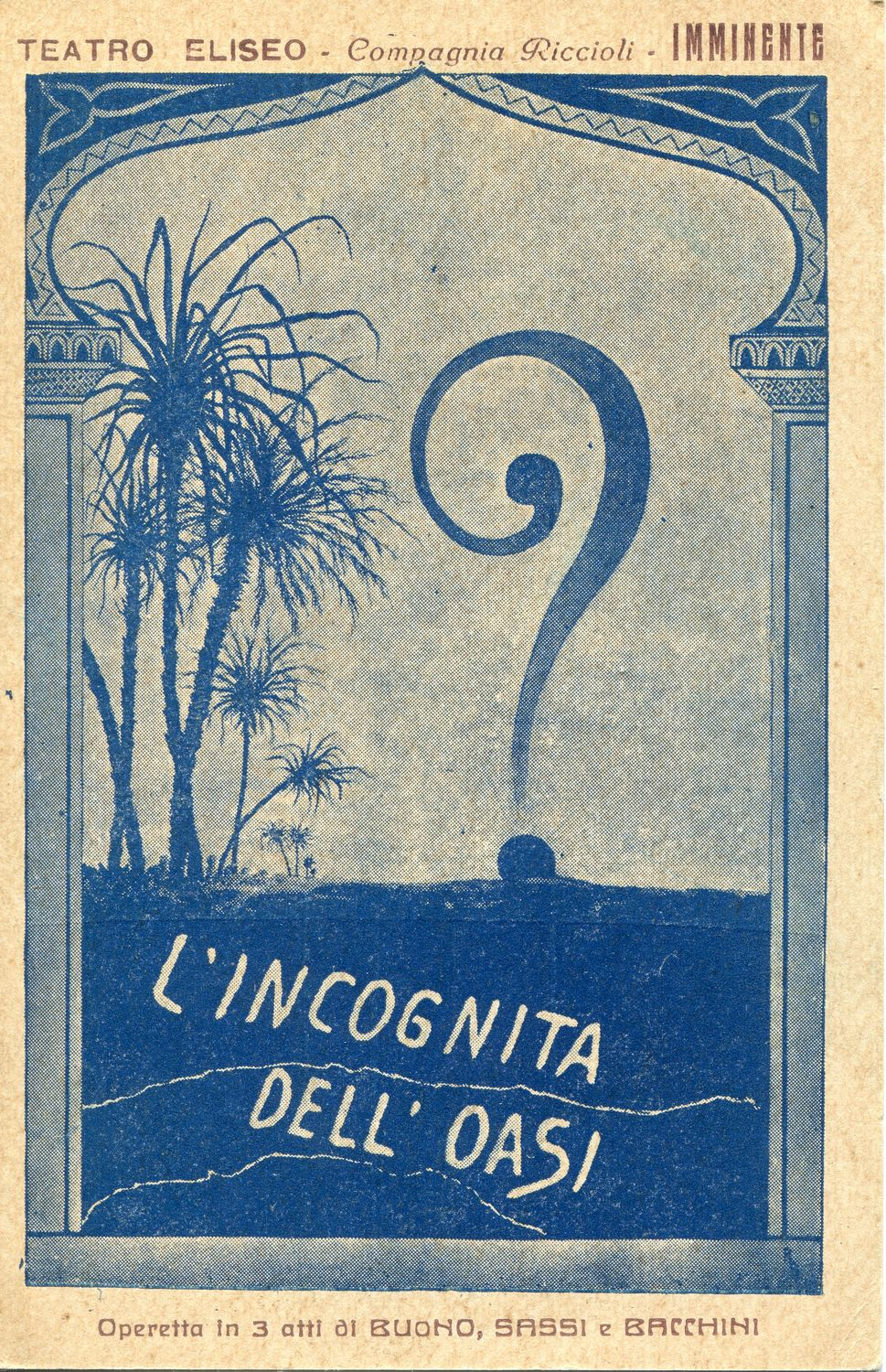
Dépliant publicitaire du film L'incognita dell'oasi (v. 1920).

Romolo Bacchini est diplômé en composition et direction d'orchestre au Conservatorio di San Pietro a Majella  de Naples; Il compose des œuvres lyriques et dirige des orchestres. Il écrit de nombreuses musiques d'accompagnement de films, étant le premier musicien de l'histoire du cinéma ayant composé en 1905, une musique accompagnant le film  La Malia dell'oro de Filoteo Alberini. À l'époque, la musique étaient jouées par l'orchestre directement en salle de projection,,.

### Liste partielle des œuvres musicales
Direction
- Wanda, drame lyrique, Fermo, Teatro dell'Aquila, 27 août 1896, livret Enrico Golisciani.
- Elki lo zingaro, drame mimique, (Rome, Teatro Quirino, 12 juillet 1899, livret Augusto Turchi.
- L'abito fa il monaco, pantomime, Paris, Théâtre Européen, 22 mai 1902, chorégraphie Rossi.
- Estropiados, pantomime, Marseille, 7 novembre 1902, chorégraphie Gautier, Rossi et Trave.
- Aprile d'amore, Rome, Teatro Argentina, 25 mars 1905, livret Augusto Turchi.
- Incantesimo, romance pou soprano, paroles de Conte di Lara, pseudonyme de Domenico Milelli, musique de Romolo Bacchini.

## Poésie
Avec son ami le poète et écrivain Augusto Jandolo, il fait partie du « Gruppo dei Romanisti » avec les intellectuels qui animent les salons culturels de la capitale. Il est l'auteur de diverses œuvres, poésies, vers et sonnets en dialecte romanesque.
En 1929 il compose « Er Natale de Roma », un recueil de poèmes en quatrains et vers en langue vernaculaire dédiés à la naissance de la ville de Rome et illustré par le peintre Romeo Berardi.